# Rutnakainen
Rutnakainen är en sjö i Gällivare kommun i Lappland och ingår i Råneälvens huvudavrinningsområde. Sjön har en area på 0,272 kvadratkilometer och ligger 383,1 meter över havet.

## Delavrinningsområde
Rutnakainen ingår i det delavrinningsområde (742255-170708) som SMHI kallar för Utloppet av Rutnajaure. Medelhöjden är 388 meter över havet och ytan är 11,22 kvadratkilometer. Räknas de 2 avrinningsområdena uppströms in blir den ackumulerade arean 31,52 kvadratkilometer. Rutnajoki som avvattnar avrinningsområdet har biflödesordning 2, vilket innebär att vattnet flödar genom totalt 2 vattendrag innan det når havet efter 189 kilometer. Avrinningsområdet består mestadels av skog (44 procent) och sankmarker (24 procent). Avrinningsområdet har 2,94 kvadratkilometer vattenytor vilket ger det en sjöprocent på 26,2 procent.